# Дампари
Дампари (фр. Damparis) насеље је и општина у источној Француској у региону Франш-Конте, у департману Јура која припада префектури Доле.
По подацима из 2011. године у општини је живело 2773 становника, а густина насељености је износила 313,33 становника/km². Општина се простире на површини од 8,85 km². Налази се на средњој надморској висини од 220 метара (максималној 245 m, а минималној 187 m).

## Демографија
| 1962. | 1968. | 1975. | 1982. | 1990. | 1999. | 2011. |
| ----- | ----- | ----- | ----- | ----- | ----- | ----- |
| 3.120 | 3.140 | 3.086 | 2.680 | 2.704 | 2.799 | 2.773 |

График промене броја становника у току последњих година